# Tymce
Tymce – wieś w Polsce położona w województwie podkarpackim, w powiecie lubaczowskim, w gminie Lubaczów.
W latach 1975−1998 miejscowość administracyjnie należała do województwa przemyskiego.
Wierni Kościoła rzymskokatolickiego należą do parafii św. Andrzeja Boboli w Baszni Dolnej.